# Dacus conopsoides
Dacus conopsoides är en tvåvingeart som beskrevs av Meijere 1911. Dacus conopsoides ingår i släktet Dacus och familjen borrflugor. Inga underarter finns listade i Catalogue of Life.